# Amos (Name)
Amos (עמוס) ist ein hebräischer männlicher Vorname und Familienname.

## Herkunft und Bedeutung
Der Name Amos ist eine eigenständige Kurzform des theophoren Eigennamens Amasja und bedeutet  „[JHWH] hat getragen“.
Er geht auf Amos zurück, den ersten Schriftpropheten der Bibel.

## Vorname
- Amos (Jerusalem), orthodoxer Patriarch von Jerusalem (594–601)
- Amos T. Akerman (1821–1880), US-amerikanischer Politiker
- Amos Bronson Alcott (1799–1888), US-amerikanischer Schriftsteller
- Amos Biwott (* 1947), kenianischer Leichtathlet
- Amos Burn (1848–1925), britischer Schachspieler
- Amos Cassioli (1832–1891), italienischer Maler
- Amos Eaton (1776–1842), US-amerikanischer Botaniker
- Amos Elon (1926–2009), israelischer Schriftsteller
- Amos Gitai (* 1950), israelischer Filmregisseur
- Amos Kipruto (* 1992), kenianischer Langstreckenläufer
- Amos Kollek (* 1947), israelischer Filmregisseur
- Johann Amos Comenius (1592–1670), Jan Amos Komenský, mährischer Theologe und Pädagoge
- Amos Lee (* 1978), US-amerikanischer Musiker
- Amos Masondo (* 1953), südafrikanischer Politiker
- Amos Morrill (1809–1884), US-amerikanischer Jurist
- Amos Nourse (1794–1877), US-amerikanischer Politiker
- Amos Oz (1939–2018), israelischer Schriftsteller
- Amos Pieper (* 1998), deutscher Fußballspieler
- Amos Sawyer (1945–2022), liberianischer Politiker
- Amos Tutuola (1920–1997), nigerianischer Schriftsteller
- Amos Tversky (1937–1996), israelischer Psychologe
- Amos Vogel (1921–2012), US-amerikanischer Filmwissenschaftler österreichischer Herkunft
- Amos White (1889–1980), US-amerikanischer Jazzmusiker

## Familienname
- Abigail Amos (* 1996), britische Tennisspielerin
- Adrian Amos (* 1993), US-amerikanischer American-Football-Spieler
- Alf Amos (1893–1964), englischer Fußballspieler
- Andrew Amos (1863–1931), englischer Fußballspieler
- Aniara Amos (* 1974), chilenisch-deutsche Regisseurin und Choreografin
- Anio Amos (* 1986), papua-neuguineischer Fußballschiedsrichter
- Arturo Amos (1927–1999), argentinischer Turner
- Ben Amos (* 1990), englischer Fußballspieler
- Bernard Eugene Amos (1961–1995), US-amerikanischer Mörder
- Charles Amos (* 1945), guyanischer Boxer
- Daniel Amos (* 1987), israelischer Fußballtorhüter
- Emma Amos (* 1967), britische Schauspielerin
- Hallam Amos (* 1994), walisischer Rugby-Union-Spieler
- Heike Amos (* 1962), deutsche Historikerin
- Hermann Amos (Politiker) (1813–1873), württembergischer Politiker
- Hermann Amos (Ingenieur) (1880–1950), deutscher Ingenieur und Baubeamter
- James Amos (Segler) (* 1936), bermudischer Segler
- James F. Amos (* 1946), US-amerikanischer General
- Jill Amos (1927–2017), neuseeländische Politikerin der New Zealand Labour Party
- John Amos (1939–2024), US-amerikanischer Filmschauspieler
- John Amos (Politiker) (* 1975), samoanischer Politiker
- Jonathan Amos, Filmeditor
- Keith Amos (1932–2017), englischer Fußballspieler
- Linda Amos (* 1946), britische Schwimmerin
- Luke Amos (* 1997), englischer Fußballspieler
- Martin John Amos (* 1941), US-amerikanischer Geistlicher, Bischof von Brownsville
- Nijel Amos (* 1994), botswanischer Leichtathlet
- Paul Amos, walisischer Schauspieler
- Paul S. Amos († 2014), US-amerikanischer Unternehmer
- Riley Amos (* 2002), US-amerikanischer Radrennfahrer
- Sarah Amos (1841–1908), englisch-britische politische Aktivistin
- Sheldon Amos (1835–1886), englischer Jurist
- Shyko Amos (* 1990), britische Schauspielerin
- Stan Amos (1907–1991), englischer Fußballspieler
- Tom Booth-Amos (* 1996), britischer Motorradrennfahrer
- Tori Amos (* 1963), US-amerikanische Musikerin
- Troy Amos-Ross (* 1975), kanadischer Boxer
- Valerie Ann Amos (* 1954), britische Politikerin (Labour)
- Wally Amos (1899–1967), englischer Fußballspieler
- William E. Amos (1926–2011), US-amerikanischer Psychologe und Kriminologe

## Künstlername
- Amos (Musiker) (* 1976), deutscher Pop-Sänger und Produzent iranischer Herkunft